# 許容電流
許容電流（きょようでんりゅう）とは、規格上電線などに流すことのできる最大の電流である。
物体には電気抵抗があり、その物体に電圧をかけて電流を流すと抵抗によって発熱する。電線などの導体にも小さいながら抵抗があり、その発熱によって絶縁被覆が溶解すれば電気は短絡したり、場合によっては発火する。そのため電線にはそれぞれ許容電流が定められてあり、配線用遮断器などでこれを保護する。
許容電流には、連続して流すことの出来る常時許容電流と、短絡電流等短い時間のみ流すことができる短時間許容電流とがある。
単に許容電流といった場合、前者を指す。
許容電流は、下記によって変化する。
1. 絶縁体の種類 （絶縁被覆の許容温度が絶縁体によって異なるため）
2. 電線の布設方法 （布設方法により、熱拡散のし易さが異なるため）
3. 周囲温度 （周囲温度が低いと、絶縁被覆の許容温度に達するまでの電流が多くなる）